# Археолошки локалитет Пионирски парк
Пионирски парк је један од значајних археолошких локалитета у којем се врши заштитна и систематска истраживања античког Сингидунума. На почетку 21. века, сазнања о овом граду су и даље површна у односу на познавање историје других античких градова који се једнако дуго истражују. Један од разлога јесте и тај што је над античким Сингидунумом израстао савремени Београд, чијом изградњом су уништени ранији културни слојеви.

## Увод
Антички Сингидунум, који су чинили војни логор, цивилно насеље и некропола, проглашен је за археолошко налазиште – културно добро Решењем Завода за заштиту споменика културе града Београда бр. 176/8 од 30. 6. 1964. године. Овај град је представљао значајни урбани центар провинције Горње Мезије у 1. веку наше ере. С обзиром на то да се налазио на путу између два велика града, Сирмијума и Виминацијума, Сингидунум се развијао као њихова важна спона. Специфичан стратешки положај представљао је предуслов за настанак урбане структуре града, која се састојала из легијског логора, некропола и занатске делатности.
Камено утврђење трапезастог облика, димензија око 560 м x 330 м, на брегу изнад ушћа Саве у Дунав представљало је седиште легије IIII FLAVIAE. Одбрамбени ров на простору око Кнез Михаилове улице био је део земљано-палисадног утврђења првобитног логора, за које се претпоставља да је било површине 200 м x 400 м. Насеље се временом ширило и сужавало, а у периоду свог највећег развитка простирало се на територији која обухвата простор од данашњег Косанчићевог венца, преко Улице краља Петра, Узун Миркове, Студентског трга и простора око Филозофског факултета, идући ка северу и североистоку.
Античке некрополе такође су откривене на територији данашњег Београда. Пронађене су три: једна мања, која се простирала на подручју око данашње Поп Лукине улице, Бранковог моста и Зеленог венца, друга, која је означена као североисточна, обухвата зону од Улице Тадеуша Кошћушка и Дунавске падине до Трга Републике. Југоисточна некропола се од Трга Републике шири Дечанском улицом, Булеваром краља Александра до Техничких факултета и споменика Вуку Караџићу, где је и пронађен највећи број гробова.

## Заштитна археолошка истраживања
Током изградње подземне гараже у Пионирском парку, 2003. године, обављена су заштитна археолошка истраживања и том приликом је откривено и истражено 15 римских гробова, четири слободно укопана гроба без могућности датовања и један камени саркофаг.
Овим налазима је потврђено да је локалитет Пионирски парк део југоисточне некрополе античког Сингидунума, на којој се сахрањивање покојника обављало током 3. и 4. века наше ере. Заступљено је неколико типова гробних конструкција:
- гробови саграђени од хоризонтално постављених опека,
- гробови од насатице постављених опека,
- гробне јаме без зидане конструкције, поред којих су уочени остаци гвоздених клинова што указује на коришћење дрвене конструкције за сахрану покојника.

Све гробне конструкције изграђене су од римских опека, димензија 0,40 м x 0,27 м x 0,04 м, везаних кречним малтером, док је унутрашњост облепљена хидростатичким малтером. Неке од њих биле су украшене зечјом шапицом или урезом који подсећа на латинично S, а многе имају жиг LEG IIII FF који указује да су опеке прављене у локалној радионици IV Флавијеве легије, која је била стационирана у Сингидунуму.
Већина гробних конструкција била је опљачкана, вероватно у току најезде варварских племена. Само један гроб (девојчице од око 14 година) није опљачкан и био је основа за каснију презентацију археолошких налаза. У овом гробу су, поред остатака скелета, откривени и гробни налази, положени у току сахране: глеђосани крчаг, две бронзане алке, златна алка са копчом за затварање.
Од осталих откривених покретних археолошких налаза са локалитета Пионирски парк треба поменути: стаклену перлу откривену у саркофагу, бронзани новчић с представом Константина II као цезара (324—337) на аверсу и два војника са два стандарда на реверсу, као и један балсамаријум плавозелене боје.

## Покретни археолошки материјал
Током 2010. године Завод за заштиту споменика културе града Београда је покренуо иницијативу за обележавање простора на којем су откривени археолошки налази и остаци на тај начин што би се у оквиру подземне гараже направила стална поставка копија откривених налаза. Ова идеја је реализована 17. марта 2011. године, када је у холу гараже, испред наплатних шалтера, постављена витрина с копијама покретног археолошког материјала не само са локалитета Пионирски парк већ и са других који припадају југоисточној некрополи античког Сингидунума.
Ова поставка је стална и у мају 2011. године допуњена је оригиналима – покретним археолошким материјалом који је откривен на локалитету Пионирски парк. Сада се у витрини налазе: копије крчага, неколико здела и уљаних лампица, као и оригинали: античка опека, која припада најстаријем културном слоју на овом локалитету и неколико комада „турских“ лула, које припадају најмлађем културном хоризонту у Пионирском парку.
Ово је прва стална поставка археолошког материјала на месту где је и откривен, чиме је остварен задатак археолога-конзерватора да јавности представе резултате својих истраживања и прикажу један мали сегмент богате историје Београда.

## Галерија
- Дечији гроб
- Римска опека са печатом легије
- Унутрашњост античког гроба
- Крчаг
- Бронзане алке
- Балсамаријум
- Луле
- Стална поставка археолошког материјала
- Девојка са крчагом
- Подземни пролаз Пионирског парка
- Чесма Пионирског парка